# 1940–1941-es spanyol labdarúgó-bajnokság (másodosztály)
A Segunda División 1940-41-es szezonja volt a bajnokság jubileumi, tizedik kiírása. A bajnokságban 2 csoportra osztva összesen 24 csapat vett részt, a győztes a Granada CF lett. Rajta kívül a második, harmadik és negyedik helyezett is feljutott.

## 1. csoport
| #  | Klub                   | M  | P  | Gy | D | V  | RG | KG | GK  |
| -- | ---------------------- | -- | -- | -- | - | -- | -- | -- | --- |
| 1  | Real Sociedad          | 22 | 34 | 16 | 2 | 4  | 73 | 39 | +34 |
| 2  | Deportivo La Coruña    | 22 | 33 | 14 | 5 | 3  | 75 | 26 | +49 |
| 3  | Real Gijón CF          | 22 | 29 | 13 | 3 | 6  | 50 | 38 | +12 |
| 4  | Club Ferrol            | 22 | 26 | 11 | 4 | 7  | 49 | 36 | +13 |
| 5  | CA Osasuna             | 22 | 24 | 11 | 2 | 9  | 44 | 45 | -1  |
| 6  | Real Santander         | 22 | 22 | 9  | 4 | 9  | 42 | 40 | +2  |
| 7  | UD Salamanca           | 22 | 18 | 6  | 6 | 10 | 32 | 46 | -14 |
| 8  | Arenas C. de Guecho    | 22 | 18 | 8  | 2 | 12 | 28 | 48 | -20 |
| 9  | Real Unión Club        | 22 | 17 | 6  | 5 | 11 | 37 | 58 | -21 |
| 10 | Real Valladolid Dep.   | 22 | 16 | 7  | 2 | 13 | 39 | 50 | -11 |
| 11 | CD Barakaldo Oriamendi | 22 | 16 | 5  | 6 | 11 | 41 | 57 | -16 |
| 12 | Real Avilés CF         | 22 | 11 | 2  | 7 | 13 | 27 | 54 | -27 |

## 2. csoport
| #  | Klub                  | M  | P  | Gy | D | V  | RG | KG | GK  |
| -- | --------------------- | -- | -- | -- | - | -- | -- | -- | --- |
| 1  | CD Castellón          | 22 | 31 | 14 | 3 | 5  | 64 | 34 | +30 |
| 2  | Granada CF            | 22 | 30 | 13 | 4 | 5  | 43 | 21 | +22 |
| 3  | UD Levante Gimnástico | 22 | 29 | 13 | 3 | 6  | 59 | 35 | +24 |
| 4  | Gerona CF             | 22 | 26 | 12 | 2 | 8  | 44 | 28 | +16 |
| 5  | CD Malacitano         | 22 | 25 | 10 | 5 | 7  | 45 | 34 | +11 |
| 6  | Xerez FC              | 22 | 23 | 9  | 5 | 8  | 32 | 38 | -6  |
| 7  | Real Betis Balompié   | 22 | 23 | 10 | 3 | 9  | 45 | 33 | +12 |
| 8  | Cádiz CF              | 22 | 21 | 9  | 3 | 10 | 46 | 34 | +12 |
| 9  | CD Sabadell CF        | 22 | 20 | 8  | 4 | 10 | 37 | 43 | -6  |
| 10 | Cartagena CF          | 22 | 19 | 7  | 5 | 10 | 41 | 51 | -10 |
| 11 | CD Córdoba            | 22 | 9  | 3  | 3 | 16 | 27 | 69 | -42 |
| 12 | CF Badalona           | 22 | 8  | 3  | 2 | 17 | 21 | 84 | -63 |

## Első rájátszás
| # | Klub                      | M | P | Gy | D | V | RG | KG | GK |
| - | ------------------------- | - | - | -- | - | - | -- | -- | -- |
| 1 | Granada CF                | 6 | 8 | 4  | 0 | 2 | 10 | 10 | 0  |
| 2 | Real Sociedad             | 6 | 6 | 3  | 0 | 3 | 15 | 11 | +4 |
| 3 | RC Deportivo de La Coruña | 6 | 6 | 3  | 0 | 3 | 15 | 11 | +4 |
| 4 | CD Castellón              | 6 | 4 | 2  | 0 | 4 | 9  | 17 | -8 |

## Második rájátszás
| 1. csapat | Eredmény | 2. csapat |
| --------- | -------- | --------- |
| Zaragoza  | 2–3      | Castellón |
| Murcia    | 1–2      | Deportivo |

## Osztályozó
| 1. csapat | Eredmény | 2. csapat |
| --------- | -------- | --------- |
| Barakaldo | 4–3      | Langreano |
| Córdoba   | 1–2      | Elche     |